# Агило
Агило (Agilo) е висш римски военачалник от Късната Античност. При императорите Констанций II (337 – 361) и Юлиан Апостат (360 – 363) през средата на 4 век той е magister militum.

## Биография
Агило е роден алеманец. През 354 г. той служи на висока длъжност като tribunus stabuli (трибун на императорската конюшна) в един поход на Констанций против германите на Рейнската граница. През 359 г. той е tribunus gentilium et scutariorum (трибун на гентилите и скутарите). Същата година той е номиниран в Източната Римска империя за генерал на пехотата (magister peditum) на мястото на Урсицин. В тази му функция той пази през 361 г., заедно с колегата му генерал Арбицио, източната граница на империята против персийските сасаниди. По това време в Западната Римска империя досегашният Цезар (подкрал) Юлиан е издигнат на Август. Констанций II изпраща Агило и Арбицио с техните войски на Запад. Не се стига до гражданска война понеже Констанций II умира неочаквано от болест на 3 ноември 361 г. Агило веднага се присъединява към Юлиан и той го изпраща в Аквилея, където не вярват, че Констанций II е умрял и му остават верни. Юлиан номинира Агило за един от съдиите в Халкедон против противниците на новия император. Скоро след това, през 362 г., той се пенсионира. Неговият наследник като генерал става Флавий Виктор. Същата година Агило се жени за Вециана, дъщеря на Араксий, приятел на император Юлиан.
Юлиан умира през 363 г. по време на персийския му поход. След две години неговият роднина Прокопий (365 – 366) се провъзглася за император. Узурпаторът успява да привлече на своя страна Агило и бившият му колега Гомоарий и ги прави генерали. Агило използва положението си и помага за назначаването за преториански префекти на тъста му Араксий (за prefetto del pretorio d'Oriente) и на оратора Либаний в Антиохия.
През 366 г. в гражданската война против легитимния император Валент (364 – 378) Агило изменя на Прокопий при Наколия, като преминава с войската си при Валент. След това той е реабилитиран, но тъст му Араксий е заточен на един остров.